# Pleonotoma orientalis
Pleonotoma orientalis là một loài thực vật có hoa trong họ Chùm ớt. Loài này được Sandwith miêu tả khoa học đầu tiên năm 1938.